# Hoffnungslauf
Der Hoffnungslauf (englisch repechage, ausgesprochen französisch (/rəpɛˈʃɑːʒ/)) ist ein Begriff aus dem Segeln, Rudern, Kanurennsport, Bahnradsport und der Leichtathletik. Es handelt sich um eine Methode zur Ermittlung des Siegers in Turnieren in Kombination mit einem K.-o.-System. Um das frühe Ausscheiden von leistungsfähigen Fahrern durch variierende Wettkampfbedingungen in den Einzelläufen oder durch zufälliges Aufeinandertreffen zweier guter Athleten zu vermeiden, erhalten die so ausgeschiedenen Wettkampfteilnehmer eine „zweite Chance“: Durch einen Sieg im Hoffnungslauf können sie wieder in das Turnier eintreten.

## Die zweite Chance am Beispiel verschiedener Sportarten

### Rudern
Beim Rudern als Freiluftsportart können sich im Verlauf einer Regatta die Windverhältnisse erheblich verändern und außerdem auf den typischerweise sechs Bahnen einer Regattastrecke verschieden sein. Auf allen Leistungsebenen werden deshalb Hoffnungsläufe für diejenigen Mannschaften ausgetragen, die sich im Vorlauf nicht für einen Finallauf qualifizieren konnten. Der Einfluss der Witterungsbedingungen auf die geruderten Zeiten und Platzierungen im Vorlauf, bei dem die Startbahnverteilung im Vorfeld ausgelost ist, wird so zu einem guten Teil durch die Hoffnungsläufe ausgeglichen. Jede teilnehmende Mannschaft kann sich so in mindestens zwei Versuchen (Vorlauf und Hoffnungslauf) für die Endläufe qualifizieren. Hoffnungsläufe werden über dieselbe Streckenlänge ausgetragen wie die Vor- und Finalläufe, wobei die im Vorlauf bereits qualifizierten Mannschaften nicht mehr teilnehmen.
Welche platzierten Mannschaften des Vorlaufes im Hoffnungslauf rudern müssen und welche Platzierung im Hoffnungslauf zum Einzug ins Finale genügt, hängt von der Größe des Meldefeldes ab und wird in den „Rules of Racing“ des Weltruderverbandes und entsprechenden nationalen Versionen wie den „Ruder-Wettkampfregeln“ des Deutschen Ruderverbandes geregelt.

### Bahnradsport
Im Bahnradsport ist es nach den Regeln der Union Cycliste Internationale möglich, jedem Fahrer bei Sprint- und Keirin-Turnieren mehrere Chancen auf dem Wege von Hoffnungsläufen einzuräumen.
Im Sprint werden die Paarungen in der ersten Runde so zusammengestellt, dass der Schnellste der 200-Meter-Qualifikation gegen den nach der Zeit langsamsten, der Zweitschnellste gegen den Zweitlangsamsten usw. fährt.
Bei Sprint-Turnieren in Weltmeisterschaften und Olympischen Spielen kommt folgendes System zur Anwendung:
- Das Turnier beginnt mit der Zeit-Qualifikation über 200 m mit fliegendem Start, wobei sich die 18 Zeitschnellsten qualifizieren.
- In der ersten Runde treten jeweils zwei Fahrer gegeneinander an. Die neun Sieger qualifizieren sich direkt für das Achtelfinale. Die übrigen Fahrer treten in der ersten Hoffnungslaufrunde in drei Dreiergruppen gegeneinander an. Die Sieger qualifizieren sich für das Achtelfinale, alle anderen scheiden endgültig aus.
- Somit umfasst das Achtelfinale sechs Paarungen. Wie zuvor qualifizieren sich die sechs Sieger direkt für das Viertelfinale, während die sechs Verlierer im Hoffnungslauf des Achtelfinales in zwei Dreiergruppen zwei Fahrer ermitteln, die das Viertelfinale komplettieren.
- Ab dem Viertelfinale gibt es keine Hoffnungsläufe mehr, und es findet ein reguläres K.-o.-System statt.
- Die vier unterlegenen Fahrer des Viertelfinales bestreiten einen Viererlauf um die Plätze fünf bis acht. Ebenso findet ein Lauf zwischen den Unterlegenen des Halbfinales statt, um den Drittplatzierten zu ermitteln.

### Leichtathletik
Vom Weltleichtathletikverband World Athletics wurde im Juli 2022 vorgeschlagen, dass zu Olympischen Spielen in Paris 2024 und zukünftigen Veranstaltungen ähnlicher Art alle Teilnehmer und Teilnehmerinnen der Laufdistanzen zwischen 200 und 1500 Metern sowie der Hürdenläufe zwischen 100 und 400 Metern an mindestens zwei Läufen teilnehmen können. 
Wer sich in Runde 1 nicht direkt qualifiziert, kommt automatisch in den Hoffnungslauf. Das alte System des Nachrückens basierte ausschließlich auf den gelaufenen Zeiten und gab den Teilnehmern späterer Vorläufe einen gewissen Vorteil, da sie die notwendig zu laufenden Zeiten bereits kannten.
Einerseits sollen die Hoffnungsläufe eventuelle Ungerechtigkeiten und ungünstige Konstellationen der Vorläufe in Runde 1 ausgleichen, andererseits den Kurzdistanzlaufsportarten mehr zeitliche Präsenz verschaffen.
Kritiker werfen ein, dass der zusätzliche Lauf zu einer höheren psychischen und körperlichen Belastung führt.
Für folgende Wettbewerbe gilt die Neuregelung:
– 100 m Hürden (Frauen)
– 110 m Hürden (Männer)
– 200 m (Frauen und Männer)
– 400 m (Frauen und Männer)
– 400 m Hürden (Frauen und Männer)
– 800 m (Frauen und Männer)
– 1500 m (Frauen und Männer)

## Trostrunde
In anderen Sportarten gibt es die „Trostrunde“ (z. B. im Taekwondo), in der Sportler eine zweite Chance erhalten, im Wettkampf zu verbleiben.